# Ophiomastix stenozonula
Ophiomastix stenozonula är en ormstjärneart som beskrevs av Devaney 1974. Ophiomastix stenozonula ingår i släktet Ophiomastix och familjen Ophiocomidae. Inga underarter finns listade i Catalogue of Life.